# Gare de Montauban-Ville-Bourbon
Gare de Montauban-Ville-Bourbon vasútállomás Franciaországban, Montauban településen.

## Vasútvonalak
Az állomást az alábbi vasútvonalak érintik:
- Bordeaux–Sète-vasútvonal
- Orléans–Montauban-vasútvonal
- Ligne de Lexos à Montauban-Ville-Bourbon
- Montauban-Ville-Bourbon-La Crémade-vasútvonal

## Kapcsolódó állomások
A vasútállomáshoz az alábbi állomások vannak a legközelebb:
- Gare d’Albias
- Gare de Montbartier
- Gare de La Ville-Dieu